# Martin Hertz
Martin Julius Hertz (Hamburg, 7 de abril de 1818 – 22 de setembro de 1895) foi um filólogo clássico alemão, aluno e biógrafo de  Karl Lachmann.
Estudou filologia na Universidade de Bonn e na Universidade de Berlim, onde foi dentre outros alunos de August Boeckh e Karl Lachmann. Obteve um doutorado em 1842 e a habilitação em 1845.
Em 1855 foi professor de filologia clássica na Universidade de Greifswald, e depois na Universidade de Breslávia (1862).
É conhecido especialmente por suas edições críticas de Prisciano e Aulo Gélio.

## Obras
- De L. Cinciis commentationis particula: dissertatio philologica, Berolini, Typis Academiciis, 1842.
- Sinnius Capito: eine Abhandlung zur Geschichte der römischen Grammatik, Berlin, Oehmickes Buchhandlung, 1844.
- De P. Nigidii Figuli studiis atque operibus, Berolini, Imprensis Librariae Oehmigkianae typis academicis, 1845.
- Karl Lachmann: eine Biographie, Berlin, W. Hertz, 1851.
- Aulus Gellius, Noctium Atticarum libri XX, ex recensione Martini Hertz, 2 volumes, Lipsiae, sumptibus et typis B. G. Teubneri, 1853-61.
- Priscianus Caesariensis, Institutionum grammaticarum libri XVIII, ex recensione Martini Hertzii, 2 volumes, Lipsiae, in aedibus B. G. Teubneri, 1855-59.
- Titus Livius, Ab Urbe condita libri, edidit Martinus Hertz, 4 volumes, Lipsiae, ex officina Bernhardi Tauchnitz, 1857-64.
- Opuscula Gelliana lateinisch und deutsch, Berlin, Verlag von W. Hertz, 1886.
- Q. Horatius Flaccus, Carmina, relegit et apparatu critico selecto instruxit Martinus Hertz, Berolini, Weidmannos, 1892.[1][2]